# Frans Mintjens
Frans Mintjens (* 23. November 1946 in Westmalle) ist ein ehemaliger belgischer Radrennfahrer.

## Sportliche Laufbahn
Mintjens war im Straßenradsport aktiv. Er war Teilnehmer der Olympischen Sommerspiele 1968 in Mexiko-Stadt. Im Mannschaftszeitfahren kam Belgien mit Michel Coulon, Frans Mintjens, Marcel Grifnée und Englebert Opdebeeck auf den 20. Platz.
1966 wurde er Dritter in der Flandern-Rundfahrt für Amateure, 1967 gewann er den Kattekoers, 1968 eine Etappe der Tour de l’Avenir. Zweimal bestritt er die Internationale Friedensfahrt. 1967 wurde er 14. und 1968 24. der Gesamtwertung.
1969 wurde Mintjens Berufsfahrer im Radsportteam Faemino-Faema und blieb bis 1977 als Radprofi aktiv. Er war einige Jahre Domestik von Eddy Merckx. In seiner ersten Profisaison gewann er das Eintagesrennen Grand Prix Pino Cerami und wurde hinter Roger Rosiers Zweiter im Nokere Koerse. 1970 siegte er in der Ronde van Oost-Vlaanderen. Bis zu seinem Karriereende gewann er einige Kriterien und Rundstreckenrennen in Belgien. Zweite Plätze holte er in der Meisterschaft von Zürich 1970 und im Scheldeprijs 1971.
Mintjens bestritt alle Grand Tours.

## Grand-Tour-Platzierungen
| Grand Tour            | 1969 | 1970 | 1971 | 1972 | 1973 | 1974 | 1975 |
| --------------------- | ---- | ---- | ---- | ---- | ---- | ---- | ---- |
| Vuelta a EspañaVuelta | –    | –    | –    | –    | 50   | –    | –    |
| Giro d’ItaliaGiro     | –    | 49   | 20   | 20   | 26   | 74   | –    |
| Tour de FranceTour    | 76   | 75   | 57   | 37   | –    | 83   | 56   |